# Falcidens loveni
Falcidens loveni is een schildvoetigensoort uit de familie van de Chaetodermatidae. De wetenschappelijke naam van de soort is voor het eerst geldig gepubliceerd in 1902 door Nierstrasz.